# Солдатский декамерон
«Солда́тский декамеро́н» — художественный фильм 2005 года.

## Сюжет
Осень 1994 года. В небольшой провинциальной воинской части под командованием подполковника Лукина бывший курсант Боря Кульшан крутил романы с дочерьми не подозревающего об этом подполковника. Сами девушки тоже не догадывались друг о друге. Пока Наташа поступала в институт, Боря начал встречаться со старшей дочерью Мариной. Но Наташа вернулась, и девушки устроили Кульшану дознание. Дембель Гена Савицкий, влюблённый в Веру, жену лейтенанта Пантелеева, тайно носит ей цветы по ночам. Вера не догадывается о любви солдата, думая, что цветы оставляет ей муж.
Из-за телефонистки Раи повесился рядовой Хаитов, и в части появилось привидение. Уверенные, что это бродит дух самоубийцы, все ударяются в панику. Пугая солдат и офицеров, появляясь в самых неожиданных местах, привидение буквально третирует всю округу. Ловить Хаитова отправляют рядового первого года службы Шуру Оськина, Гену Савицкого и Борю Кульшана. В процессе поиска все попадают в приключения. Кульшан приходит в баню, где его поджидали Марина и Наташа. Потом дверь бани подпирают поленом и теперь им не выбраться. Гена Савицкий не смог найти цветы и принёс Вере помидоры. Она, заметив его, пригласила к себе, где Гена снял её на фотоаппарат. Оськин же выполнял свои обязанности по поимке привидения, встретился с ним, но испугавшись, не сумел его задержать.
В конечном итоге выясняется, что «привидением» на самом деле был муж Веры лейтенант Пантелеев. Фильм заканчивается тем, что ребят отправляют на войну в Чечню.

## В ролях
| Актёр              | Роль                       |
| ------------------ | -------------------------- |
| Александр Яценко   | Боря Кульшан               |
| Андрей Гуркин      | Гена Савицкий              |
| Александр Агафонов | Шура Оськин                |
| Камиль Тукаев      | подполковник Лукин         |
| Михаил Пореченков  | Пантелеев                  |
| Юлия Высоцкая      | Вера                       |
| Елена Лядова       | Марина                     |
| Клавдия Коршунова  | Наташа                     |
| Алексей Шевченков  | прапорщик Конёк            |
| Виктор Соловьёв    | Старшина                   |
| Александр Берда    | генерал-майор Яремчук      |
| Дмитрий Павленко   | лейтенант Злотник          |
| Григорий Багров    | капитан Смирнов            |
| Игорь Теплов       | рядовой Тимошенко          |
| Борис Егоров       | сержант Мазин              |
| Урал Аминов        | рядовой Шагенцуков         |
| Ирина Рахманова    | телефонистка Рая           |
| Пётр Томашевский   | ефрейтор Большаков         |
| Алексей Ванифатьев | рядовой Григорянц          |
| Константин Карпов  | рядовой Морозов            |
| Оксана Сапрыкина   | тёща Яремчука / Продавщица |
| Мария Звонарёва    | жена Конька                |
| Дарья Екамасова    | дочь Конька                |
| Олег Вишняков      | адъютант генерала Яремчука |
| Сергей Ключенков   | адъютант генерала Яремчука |

## Награды
- 1998 — главный приз на Всероссийском конкурсе сценариев
- 2005 — приз за лучшую мужскую роль на фестивале «Московская премьера» — Александру Яценко[1]